# ’t Hart Soestdijk

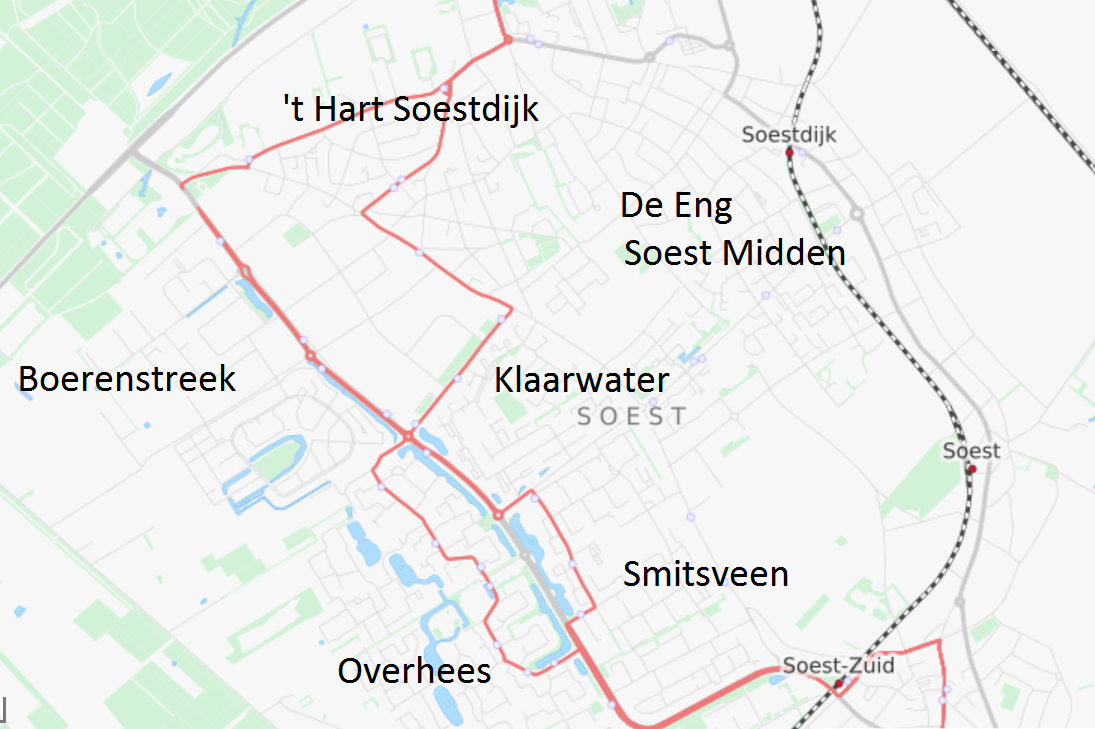
Wijken van Soest

't Hart-Soestdijk is een woonwijk van Soest. De wijk bestaat naast de buurten ’t Hart en Soestdijk uit een Industrieterrein. De wijk bestaat sinds de jaren 50, er wonen ruim 9.000 mensen. De onderwijsvoorzieningen bestaan uit vier basisscholen, en scholen voor speciaal onderwijs en voortgezet onderwijs.
De bebouwing van vooral eengezinswoningen is geconcentreerd tussen de Nieuwstraat en Koninginnelaan en tussen de Beetzlaan en Laanstraat. De langere straten hebben een gevarieerde bebouwing, aan de noordoostzijde van de wijk staan villa's op wat grotere kavels. Aan de rand van Colenso staan gestapelde woningen uit de jaren ’60 en eengezinshuizen in twee bouwlagen.
Bijna alle openbare wijkgroen is te vinden in het noordelijke deel van de wijk en bestaat uit restanten van buitenplaatsen Mariënburg, Vredehof, het Colensopark en het Slangenbosje.
Het winkelgebied aan de Van Weedestraat en burgemeester Grothestraat werd rond 2013 gerenoveerd.
Tussen 2006 en 2016 had de wijk een eigen wijkbewonerteam.
’t Hart Soestdijk (Industrieterrein Soest - ’t Hart - Soestdijk) · 
Boerenstreek (Pijnenburg - Het Soesterveen - De Grachten - Boerenstreek) · 
De Eng Soest Midden (De Eng Noord West - De Eng - Soest Midden - Eemgebied - de Eng Zuid) ·  
Klaarwater · 
Overhees (De Zoom - Wieksloot - Overhees - Hees - Klein Engendaal - Klein Engendaal Noord) · 
Smitsveen ·  
Dorp Soesterberg (Soesterberg Noord - Soesterberg Oost - Leusderheide - Soesterberg Kom) · 
Soest-Zuid (Soest-Zuid - De Birkt - Soestduinen - Soester Duinen - Paltz - Vlasakkers)